# AR (小銃)
ARはブルガリアのアーセナルADが開発・生産するAKKの輸出向けモデルである。

## 構成
AKKでは銃床とグリップを独自赤褐色プラスチックで構成し、ハンドガードは木製だったものを銃床、ハンドガード、グリップ全てをAK-74Mのような黒色ポリマーで構成している。ハンドガードとグリップの形状はAK-74MおよびAK-100シリーズと同様である。
レシーバーは切削加工で製造されている。スリングスイベルの位置はレシーバー左側面後端から銃床後端あたりに移動させられている。マガジンは従来の金属製マガジンではなくプラスチック製のワッフル状の交差した強化リブが入った新型マガジンを使用している。

## 派生型
アーセナルADのARシリーズは特定のインデックスで仕様を表している。また基本的にはレシーバー左側面にAK-74Nなどで見られるサイドマウントレールを備えており対応する照準器が取り付け可能。
- F

AKMS同様のアンダーフォールディング直銃床を取り付けた仕様。
- F41

FALのような金属製管状右側折りたたみ可能銃床を取り付けた仕様。またこのF41仕様ではスリングスイベルの位置がAKK同様のレシーバー左側面後端に移動されている。
- S

短縮された銃身とハンドガード、アーセナル独自の大型フラッシュハイダーを備えたカービン仕様。ガスブロックはAKS-74Uのようにハンドガード手前まで短縮されている。
- T

ポーランドなどで見られるフロントトラニオンに固定するタイプのピカティニーレールやAR-15パイプに対応した伸縮調整可能銃床、左右と下部の3面にピカティニーレールを取り付けたハンドガード、親指操作可能な小型セレクターを左側面に組み込んだ特殊なグリップを備えた近代化仕様。このセレクター組み込み型グリップは操作性が向上する反面グリップの取り替えが難しいため拡張性に欠ける。

### 軍用仕様

#### AR
前述したAKKの輸出向け仕様。このモデルはサイドマウントレールを備えていない。

#### AR-F
AKKSの輸出向け仕様。F仕様だがAKKSベースなのでアンダーフォールディング曲銃床になっている。このモデルはサイドマウントレールを備えていない。

#### AR-1
ARに独自の細身のバードケージ型フラッシュハイダーを取り付けた仕様。銃器本体に変更はないと思われる。このモデルはサイドマウントレールを備えていない。

#### AR-1F
AR-Fに独自の細身のバードケージ型フラッシュハイダーを取り付けた仕様。銃器本体に変更はないと思われる。このモデルはサイドマウントレールを備えていない。

#### AR-M1

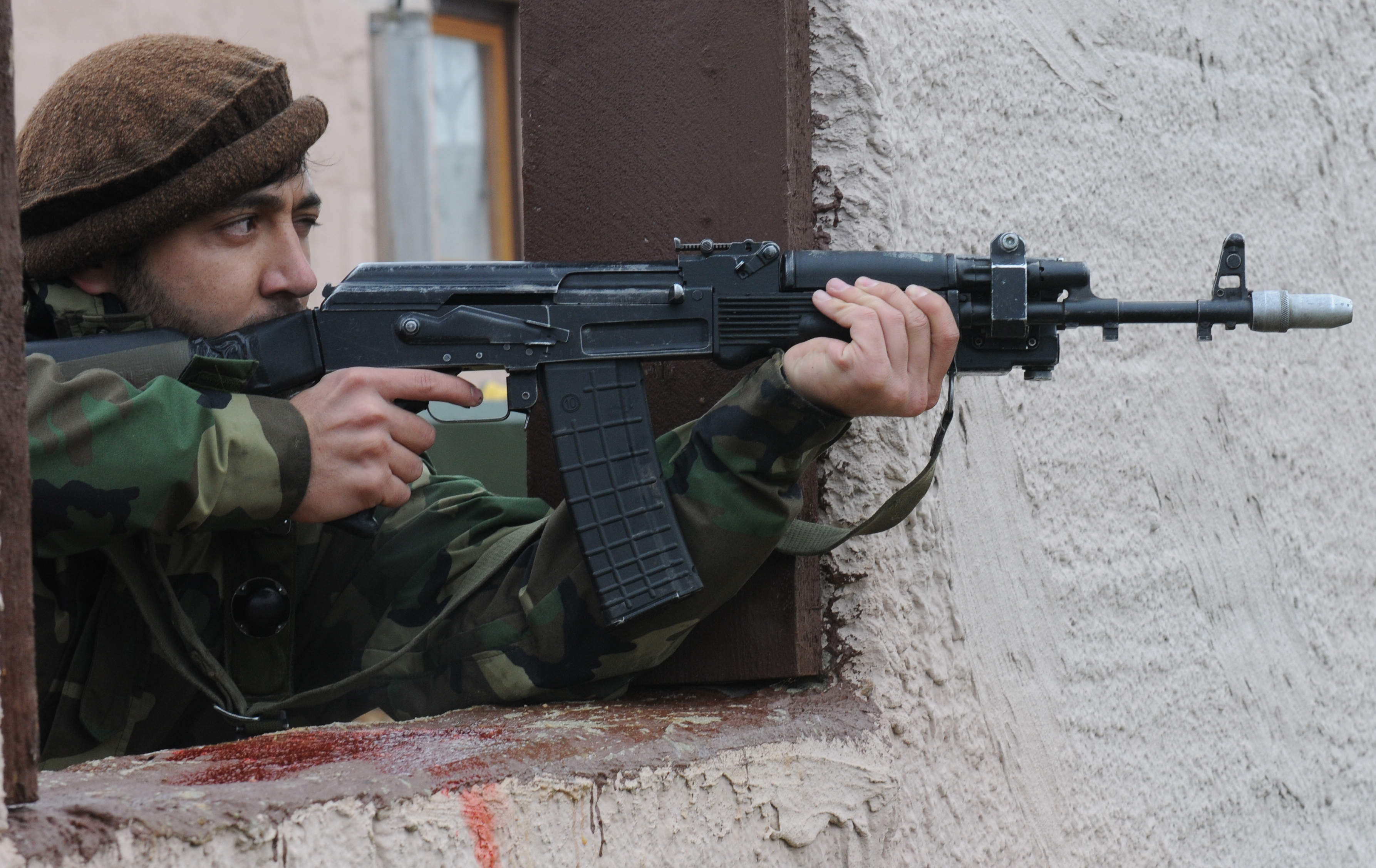
5.56×45mm弾仕様のAR-M1を構えるアフガニスタンの警察官。

アーセナルADが販売する自動小銃で最も一般的で普及したモデル。ARから発展したものだがガスチューブはAKKのものではなく角度が垂直に近くガス抜き穴のないAK-74に見られるものに変更され、フロントサイトもAKKのAKタイプからAKMおよびAK-74のタイプに変更されている。銃口にはロシアのAK-200シリーズに取り付けられる比較的大型のフラッシュハイダーを取り付けている。またこのモデルはサイドマウントレールを備えていない。
使用弾薬は7.62×39mm弾に加え5.56×45mm弾仕様が存在する。

#### AR-M1F
AR-M1のF仕様。AKMS同様のアンダーフォールディング直銃床を取り付けている。またこのモデルはサイドマウントレールを備えていない。
使用弾薬は7.62×39mm弾に加え5.56×45mm弾仕様が存在する。

#### AR-M1F41
AR-M1のF41仕様。T仕様で見られるセレクター組み込み型グリップを取り付けている。銃口にはAKM同様の竹槍型マズルブレーキが取り付けられている。
使用弾薬は7.62×39mm弾に加え5.56×45mm弾仕様が存在する。

#### AR-M2F
AR-M1Fの銃身を短縮したモデル。S仕様とは異なりAK-102/104/105のようなガス導入部まで銃身を短縮している。またこの影響でフロントサイトはガス導入部上に移動している。銃口にはS仕様に見られるフラッシュハイダーを取り付けている。またAR-M1ベースなためサイドレールは備えれられていない。
使用弾薬は7.62×39mm弾に加え5.56×45mm弾仕様が存在する。

#### AR-M2T
AR-M2FのT仕様。標準的なT仕様に加えサイドレールを追加している。銃床の変更により銃床の折りたたみは不可になった。使用弾薬は7.62×39mm弾に加え5.56×45mm弾仕様が存在する。

#### AR-M4SF
AR-M1F41をベースにしたS仕様。T仕様に見られるセレクター組み込み型グリップを備えており、ハンドガードにはフラッシュライトが付属している。また照準線を確保するためリアサイトはレシーバーカバー後端まで下げられより簡素なフリップアップサイトに変更されている。
使用弾薬は7.62×39mm弾に加え5.56×45mm弾仕様が存在する。

#### AR-M5F
AR-M1F41のピカティ二ーレール追加モデル。T仕様で見られるピカティニーレール付きハンドガードとレシーバーカバー上部にピカティニーレール、セレクター組み込み型グリップを取り付けている。銃口にはAR-M1に取り付けられていたフラッシュハイダーを取り付けている。
使用弾薬は7.62×39mm弾に加え5.56×45mm弾仕様が存在する。

#### AR-M5F41
AR-M1のピカティニーレール追加仕様。F41仕様の折りたたみ銃床とT仕様のピカティニーレール付きハンドガード、セレクター組み込み型グリップ、レシーバー上部にはピカティニーレールが追加されている。また銃口にはフラッシュハイダーではなくAKMの竹槍型マズルブレーキが取り付けられており、フロントサイトはAKMタイプではなくAKタイプのものが取り付けられている。
使用弾薬は7.62×39mm弾に加え5.56×45mm弾仕様が存在する。

#### AR-M5T
AR-M1のT仕様。サイドレールはなくAR-M1のフラッシュハイダーはそのまま引き継がれている。
使用弾薬は7.62×39mm弾に加え5.56×45mm弾仕様が存在する。

#### AR-M5ST
AR-M5TのS仕様。T仕様のレシーバーカバー上部ピカティニーレールの追加によりリアサイトの位置はAKS-74Uと同様の前方よりの位置のままである。
使用弾薬は7.62×39mm弾のみ。

#### AR-M7F
AR-M1のAK-101/103模倣モデル。AK-74MおよびAK-100シリーズの銃床を模した折りたたみ銃床とサイドレールを備えている。
使用弾薬は7.62×39mm弾に加え5.56×45mm弾仕様が存在する。

#### AR-M7T
AR-M7FのT仕様。銃床の角度が変更されており曲銃床化している。使用弾薬は7.62×39mm弾に加え5.56×45mm弾仕様が存在する。

#### AR-M7SF
AR-M7FのS仕様。T仕様のピカティニーレール付きハンドガードと伸縮調整可能銃床、セレクター組み込み型グリップを備えている。またサイドレールは削除されている。
使用弾薬は7.62×39mm弾に加え5.56×45mm弾仕様が存在する。

#### AR-M8F
AR-M2FにF41仕様の折りたたみ銃床、T仕様のセレクター組み込み型グリップ、サイドレールを追加したモデル。銃口装置は大型フラッシュハイダーからAR-M1のフラッシュハイダーに変更されている。
使用弾薬は7.62×39mm弾に加え5.56×45mm弾仕様が存在する。

#### AR-M9
AR-M1の銃床を直銃床に変更し、T仕様のセレクター組み込み型グリップを追加した仕様。ハンドガードのデザインが変更されている。
使用弾薬は7.62×39mm弾に加え5.56×45mm弾仕様が存在する。

#### AR-M9F
AR-M9の銃床をF41仕様の折りたたみ銃床に変更し、サイドレールを追加したモデル。使用弾薬は7.62×39mm弾に加え5.56×45mm弾仕様が存在する。

#### AR-M11F
AR-M2FのAK-102/104/105模倣モデル。サイドレールを追加し、銃床をAR-M7FのAK-74MおよびAK-100シリーズ模倣折りたたみ銃床を追加している。
使用弾薬は7.62×39mm弾に加え5.56×45mm弾仕様が存在する。

#### AR-M12F
AR-M8FのフラッシュハイダーをS仕様の大型フラッシュハイダーに変更したモデル。
使用弾薬は7.62×39mm弾に加え5.56×45mm弾仕様が存在する。

#### AR-M14F
AR-M1にF41仕様の折りたたみ銃床とT仕様のセレクター組み込み型グリップ、サイドレールを追加したモデル。
使用弾薬は7.62×39mm弾に加え5.56×45mm弾仕様が存在する。

#### AR-M14SF
AR-M4SFのハンドガードをフラッシュライトのない通常S仕様ハンドガードに変更したモデル。
使用弾薬は7.62×39mm弾に加え5.56×45mm弾仕様が存在する。

#### AR-M15F
AR-M1FにT仕様のピカティニーレール付きハンドガード、レシーバー上部ピカティニーレールを追加したモデル。
使用弾薬は7.62×39mm弾に加え5.56×45mm弾仕様が存在する。

#### AR-M52F
AR-M2FにF41仕様の折りたたみ銃床とT仕様のピカティニーレール付きハンドガード、レシーバー上部ピカティニーレールを追加したモデル。また大型フラッシュハイダーからAR-M1同様のフラッシュハイダーに変更されている。
使用弾薬は7.62×39mm弾に加え5.56×45mm弾仕様が存在する。

#### AR-M52T
AR-M2FのT仕様。大型フラッシュハイダーからAR-M1同様のフラッシュハイダーに変更されている。使用弾薬は5.56×45mm弾のみ。

#### AR-M75F
AR-M7FにT仕様のレシーバー上部ピカティニーレールを追加したモデル。使用弾薬は7.62×39mm弾に加え5.56×45mm弾仕様が存在する

#### AR-M527F
AR-M11FにT仕様のピカティニーレール付きハンドガードとレシーバー上部ピカティニーレール、セレクター組み込み型グリップを追加したモデル。また大型フラッシュハイダーからAR-M1同様のフラッシュハイダーに変更されており、サイドレールは削除されている。
使用弾薬は7.62×39mm弾に加え5.56×45mm弾仕様が存在する

#### LMG
ARの軽機関銃仕様。独自形状のグリップとRPKのものを模した黒色ポリマー製固定銃床、RPK-74MおよびRPK-201/203と同様のハンドガード、二脚を備えている。ガスチューブは角度が垂直に近くガス抜き穴のないAK-74に見られるものに変更されているがフロントサイトは変更されていない。
使用弾薬は7.62×39mm弾に加え5.56×45mm弾仕様が存在する。

#### LMG-F
LMGのF仕様。使用弾薬は7.62×39mm弾に加え5.56×45mm弾仕様が存在する。

#### LMG-M4F
LMGのF41仕様。使用弾薬は7.62×39mm弾に加え5.56×45mm弾仕様が存在する。

#### LMG-M54F
LMGにT仕様のレシーバー上部ピカティニーレール、セレクター組み込み型グリップを追加し、銃床をF41仕様の折りたたみ銃床に変更したモデル。T仕様のピカティニーレール付きハンドガードとレシーバー上部ピカティニーレール、セレクター組み込み型グリップを追加したモデル。
使用弾薬は5.56×45mm弾のみ。

### 民間向け仕様

#### SAR-M1
AR-M1のセミオートオンリー民間向け仕様。10連マガジンを使用する。使用弾薬は7.62×39mm弾に加え5.56×45mm弾仕様が存在する。

#### SAR-M1F
AR-M1Fのセミオートオンリー民間向け仕様。10連マガジンを使用する。使用弾薬は7.62×39mm弾に加え5.56×45mm弾仕様が存在する。

#### SAR-M1F41
AR-M1F41のセミオートオンリー民間向け仕様。10連マガジンを使用する。使用弾薬は7.62×39mm弾に加え5.56×45mm弾仕様が存在する。

#### SAR-M2F
AR-M2Fのセミオートオンリー民間向け仕様。10連マガジンを使用する。使用弾薬は7.62×39mm弾に加え5.56×45mm弾仕様が存在する。

#### SAR-M2T
AR-M2Tのセミオートオンリー民間向け仕様。銃床は曲銃床化しており高さ調整可能なチークパッドが追加されている。ハンドガードは上下左右の4面ピカティニーレールに変更されており、左右のピカティニーレールは長いものに変更されている。銃口装置はS仕様のものからAR-M1タイプのものに変更されている。使用弾薬は7.62×39mm弾に加え5.56×45mm弾仕様が存在する。

#### SAR-M4SF
AR-M4SFのセミオートオンリー民間向け仕様。10連マガジンを使用する。使用弾薬は7.62×39mm弾に加え5.56×45mm弾仕様が存在する。

#### SAR-M7F
AR-M7Fのセミオートオンリー民間向け仕様。10連マガジンを使用する。使用弾薬は7.62×39mm弾に加え5.56×45mm弾仕様が存在する。

#### SAR-M7T
AR-M7Tのセミオートオンリー民間向け仕様。T仕様の銃床とハンドガードにSAR-M2T同様の改良が施されている。使用弾薬は7.62×39mm弾に加え5.56×45mm弾仕様が存在する。

#### SAR-M9
AR-M9のセミオートオンリー民間向け仕様。10連マガジンを使用する。使用弾薬は7.62×39mm弾に加え5.56×45mm弾仕様が存在する。

#### SAR-M9F
AR-M9Fのセミオートオンリー民間向け仕様。10連マガジンを使用する。使用弾薬は7.62×39mm弾に加え5.56×45mm弾仕様が存在する。

#### SAR-M11F
AR-M11Fのセミオートオンリー民間向け仕様。10連マガジンを使用する。使用弾薬は7.62×39mm弾に加え5.56×45mm弾仕様が存在する。

#### SAR-M14F
AR-M14Fのセミオートオンリー民間向け仕様。ハンドガードはSAR-M2T同様の改良を施したT仕様のものに変更されている。使用弾薬は5.56×45mm弾のみ。

#### SAR-M14S
AR-M14Sのセミオートオンリー民間向け仕様。10連マガジンを使用する。使用弾薬は7.62×39mm弾に加え5.56×45mm弾仕様が存在する。

## 各モデルの特徴
| 名称      | 銃床         | グリップ  | レシーバーカバー | ハンドガード  | 銃口装置    | サイドレール | 備考                                                         |
| --------- | ------------ | --------- | ---------------- | ------------- | ----------- | ------------ | ------------------------------------------------------------ |
| AR        | ARタイプ     | 標準      | 標準             | 標準          | なし        | なし         | AKKタイプのガスブロックとフロントサイト。                    |
| AR-F      | F仕様        | 標準      | 標準             | 標準          | なし        | なし         | AKKタイプのガスブロックとフロントサイト。 曲銃床化している。 |
| AR-1      | ARタイプ     | 標準      | 標準             | 標準          | AR-1タイプ  | なし         | AKKタイプのガスブロックとフロントサイト。                    |
| AR-1F     | F仕様        | 標準      | 標準             | 標準          | AR-1タイプ  | なし         | AKKタイプのガスブロックとフロントサイト。 曲銃床化している。 |
| AR-M1     | ARタイプ     | 標準      | 標準             | 標準          | AR-M1タイプ | なし         | なし                                                         |
| AR-M1F    | F仕様        | 標準      | 標準             | 標準          | AR-M1タイプ | なし         | なし                                                         |
| AR-M1F41  | F41仕様      | T仕様     | 標準             | 標準          | AKMタイプ   | あり         | フロントサイトがAKKタイプ。                                  |
| AR-M2F    | S仕様        | 標準      | 標準             | 標準          | S仕様       | なし         | AK-102/104/105に類似するガスブロック。                       |
| AR-M2T    | T仕様        | T仕様     | 標準             | T仕様         | S仕様       | あり         | AK-102/104/105に類似するガスブロック。                       |
| AR-M4SF   | F41仕様      | T仕様     | S仕様            | AR-M4SFタイプ | S仕様       | あり         | なし                                                         |
| AR-M5F    | F41仕様      | T仕様     | T仕様            | T仕様         | AR-M1タイプ | なし         | なし                                                         |
| AR-M5F41  | F41仕様      | T仕様     | T仕様            | T仕様         | AKMタイプ   | なし         | フロントサイトがAKKタイプ。                                  |
| AR-M5T    | T仕様        | T仕様     | T仕様            | T仕様         | AR-M1タイプ | なし         | なし                                                         |
| AR-M5ST   | T仕様        | T仕様     | S仕様            | S仕様         | S仕様       | なし         | レシーバーカバーにピカティニーレールが追加されている。       |
| AR-M7F    | AR-M7F       | 標準      | 標準             | 標準          | AR-M1タイプ | あり         | なし                                                         |
| AR-M7T    | T仕様        | T仕様     | 標準             | T仕様         | AR-M1タイプ | なし         | 曲銃床化している。                                           |
| AR-M7SF   | T仕様        | T仕様     | S仕様            | S仕様         | S仕様       | なし         | ハンドガードにピカティニーレールが追加されている。           |
| AR-M8F    | F41仕様      | T仕様     | 標準             | 標準          | AR-M1タイプ | あり         | AK-102/104/105に類似するガスブロック。                       |
| AR-M9     | AR-M9タイプ  | T仕様     | 標準             | AR-M9         | AR-M1タイプ | なし         | なし                                                         |
| AR-M9F    | F41仕様      | T仕様     | 標準             | AR-M9         | AR-M1タイプ | あり         | なし                                                         |
| AR-M11F   | AR-M7Fタイプ | 標準      | 標準             | 標準          | S仕様       | なし         | AK-102/104/105に類似するガスブロック。                       |
| AR-M12F   | F41仕様      | T仕様     | 標準             | 標準          | S仕様       | あり         | AK-102/104/105に類似するガスブロック。                       |
| AR-M14F   | F41仕様      | T仕様     | 標準             | 標準          | AR-M1タイプ | あり         | なし                                                         |
| AR-M14SF  | F41仕様      | T仕様     | S仕様            | S仕様         | S仕様       | あり         | なし                                                         |
| AR-M15F   | F仕様        | 標準      | T仕様            | T仕様         | AR-M1タイプ | なし         | なし                                                         |
| AR-M52F   | F41仕様      | T仕様     | T仕様            | T仕様         | AR-M1タイプ | なし         | AK-102/104/105に類似するガスブロック。                       |
| AR-M52T   | T仕様        | T仕様     | T仕様            | T仕様         | AR-M1タイプ | なし         | AK-102/104/105に類似するガスブロック。 5.56×45mm弾仕様のみ。 |
| AR-M75F   | AR-M7Fタイプ | 標準      | T仕様            | 標準          | AR-M1タイプ | なし         | なし                                                         |
| AR-M527F  | AR-M7Fタイプ | T仕様     | T仕様            | T仕様         | AR-M1タイプ | なし         | AK-102/104/105に類似するガスブロック。                       |
| LMG       | LMGタイプ    | LMGタイプ | 標準             | LMGタイプ     | なし        | なし         | なし                                                         |
| LMG-F     | F仕様        | LMGタイプ | 標準             | LMGタイプ     | なし        | なし         | なし                                                         |
| LMG-M4F   | F41仕様      | LMGタイプ | 標準             | LMGタイプ     | なし        | なし         | なし                                                         |
| LMG-M54F  | F41仕様      | T仕様     | T仕様            | LMGタイプ     | なし        | なし         | 5.56×45mm弾仕様のみ。                                        |
| SAR-M1    | ARタイプ     | 標準      | 標準             | 標準          | AR-M1タイプ | なし         | なし                                                         |
| SAR-M1F   | F仕様        | 標準      | 標準             | 標準          | AR-M1タイプ | なし         | なし                                                         |
| SAR-M1F41 | F41仕様      | T仕様     | 標準             | 標準          | AKMタイプ   | あり         | なし                                                         |
| SAR-M2F   | F仕様        | 標準      | 標準             | 標準          | S仕様       | なし         | AK-102/104/105に類似するガスブロック。                       |
| SAR-M2T   | 改良T仕様    | T仕様     | 標準             | 改良T仕様     | AR-M1タイプ | あり         | AK-102/104/105に類似するガスブロック。                       |
| SAR-M4SF  | F41仕様      | T仕様     | S仕様            | AR-M4SFタイプ | S仕様       | あり         | なし                                                         |
| SAR-M7F   | AR-M7Fタイプ | 標準      | 標準             | 標準          | AR-M1タイプ | あり         | なし                                                         |
| SAR-M7T   | 改良T仕様    | T仕様     | 標準             | 改良T仕様     | AR-M1タイプ | なし         | なし                                                         |
| SAR-M9    | AR-M9タイプ  | T仕様     | 標準             | AR-M9タイプ   | AR-M1タイプ | あり         | なし                                                         |
| SAR-M9F   | F41仕様      | T仕様     | 標準             | AR-M9タイプ   | AR-M1タイプ | あり         | なし                                                         |
| SAR-M11F  | AR-M7タイプ  | 標準      | 標準             | 標準          | S仕様       | なし         | AK-102/104/105に類似するガスブロック。                       |
| SAR-M14F  | F41仕様      | T仕様     | 標準             | 改良T仕様     | AR-M1タイプ | あり         | 5.56×45mm弾仕様のみ。                                        |
| SAR-M14S  | F41仕様      | T仕様     | S仕様            | S仕様         | S仕様       | あり         | なし                                                         |

## 使用国
- アフガニスタン
- アゼルバイジャン
- ブルガリア
- ブルンジ
- カメルーン：警察がAR-M4SFを使用。
- エジプト
- ジョージア：AR-M1を3500挺購入。
- ホンジュラス：警察がAR-M4SFを使用。
- インド
- インドネシア：インドネシア国家警察機動隊(BRIMOB)がAR-M1を使用。
- イラク：AR-M1とAR-M1Fを使用。
- コートジボワール
- リビア：AR-M9を使用。
- 北マケドニア：警察がAR-M1を使用。
- フィリピン：フィリピン陸軍創立125年記念パレードにて第1特殊部隊がAR-52Fを所持。
- セルビア：ARを使用。
- ソマリア：ダナブ旅団が使用。
- スーダン：AR-M9を使用。
- イギリス
- ウクライナ：訓練用にAR-M2Fを使用。
- アラブ首長国連邦：AR-M9を使用。
- アメリカ合衆国：アメリカ陸軍OPFORがAR-M1を使用。
- イエメン：AR-M9を使用。